# Somalia ai Giochi della XXXIII Olimpiade
La Somalia ha partecipato ai Giochi della XXXIII Olimpiade che si sono svolti a Parigi dal 26 luglio all'11 agosto 2024, con una delegazione di un solo atleta uomo.
A partire dalla prima apparizione del 1972, la nazione del Corno d'Africa ha preso parte a quasi tutte le edizioni dei giochi estivi. L'unico atleta presente, Ali Idow Hassan, non ha superato la fase eliminatoria negli 800 metri piani maschili e non si è presentato ai ripescaggi.

## Delegazione
| Sport            | Uomini | Donne | Totale |
| ---------------- | ------ | ----- | ------ |
| Atletica leggera | 1      | 0     | 1      |
| Totale           | 1      | 0     | 1      |

## Risultati

### Atletica leggera
| Q | Qualificato al turno successivo per la posizione in qualificazione                                                           |
| q | Qualificato per il turno successivo per ripescaggio o, negli eventi su campo, conquistando la misura minima per qualificarsi |

Uomini
Eventi su campo
| Atleta          | Evento                   | Batterie  | Batterie  | Ripescaggi | Ripescaggi | Semifinali      | Semifinali      | Finale          | Finale          |
| Atleta          | Evento                   | Risultato | Posizione | Risultato  | Posizione  | Risultato       | Posizione       | Risultato       | Posizione       |
| --------------- | ------------------------ | --------- | --------- | ---------- | ---------- | --------------- | --------------- | --------------- | --------------- |
| Ali Idow Hassan | 800 metri piani maschili | 1'48"72   | 8º R      | dns        | dns        | non qualificato | non qualificato | non qualificato | non qualificato |